# Maypacius christophei
Espèce
Maypacius christophei est une espèce d'araignées aranéomorphes de la famille des Pisauridae.

## Distribution
Cette espèce se rencontre en Angola au Cabinda, au Congo-Brazzaville, au Congo-Kinshasa et en Afrique du Sud,.

## Description
Les femelles mesurent de 9,9 à 11,5 mm.

## Systématique et taxinomie
Cette espèce a été décrite par Blandin en 1975.

## Étymologie
Cette espèce est nommée en l'honneur de Thierry Christophe.

## Publication originale
- Blandin, 1975 : « Études sur les Pisauridae africaines III. Les espèces des genres Perenethis L. Koch, 1878 et Maypacius Simon, 1898 (Araneae - Pisauridae - Pisaurinae). » Revue Zoologique Africaine, vol. 89, p. 376-393.